# 制御弁式鉛蓄電池

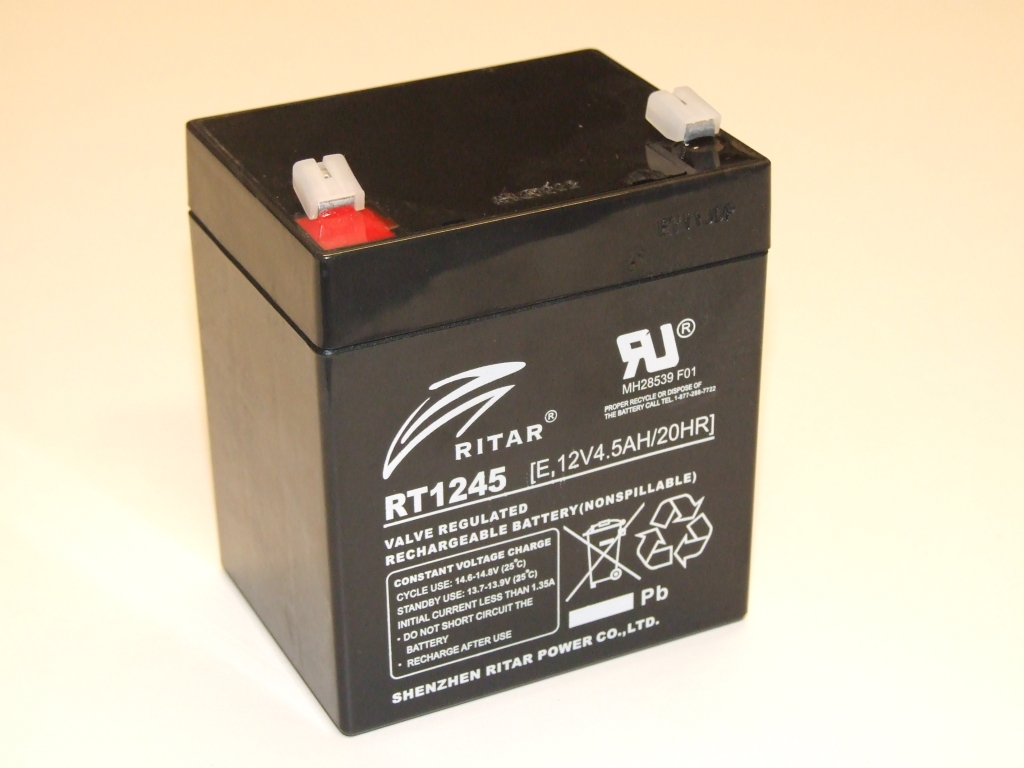
12ボルト制御弁式鉛蓄電池。小型無停電電源装置や非常灯で使われる。

制御弁式鉛蓄電池（せいぎょべんしきなまりちくでんち、英語: valve regulated lead–acid (VRLA）battery）は、鉛蓄電池の一種であり、完全密閉型鉛蓄電池（英語: sealed lead–acid (SLA）battery）とも呼ばれる。特徴として、セパレータに吸収された、あるいはゲルに形成されたわずかな量の電解液しか使用しないこと、セル（単電池）内で発生した酸素が水に戻る反応を促進するような負極板と正極板の割り当て、セルの位置と独立に電池内容物を保持する圧力解放弁の存在、が挙げられる。
VRLA電池には吸収ガラスマット（AGM）型とゲル電池型の2つの主要な種類が存在する。
ゲル電池は、電解質にシリカ粉末を加えることで、粘度が高く、パテのようなゲルを形成させる。AGM電池は極板間にガラス繊維メッシュを挟み、これが電解質を吸収し、極板を隔離する役割を果たす。どちらも従来型の鉛蓄電池に対する長所と短所があり、AGM型とゲル型の比較でも同様である。
電解質がマットに吸収されているあるいはゲル化しているため、VRLAはどのような向きでも据え付けることができ、定期的なメンテナンスを必要としない。「メンテナンスフリー」という呼び方は誤った名称であり、VRLA電池は洗浄や定期的な機能検査を必要とする。VRLA電池は大型の持ち運び可能な電気機器、オフグリッド電力系統などで広く使われている。

## 歴史
最初の鉛酸ゲル電池は1934年にElektrotechnische Fabrik Sonneberg社によって発明された。現代的なゲル電池は1957年にSonnenschein社のOtto Jacheによって発明された。最初のAGM電池は1972年にGates Rubber Corporationによって特許が取得されたサイクロン（cyclon）であり、現在はエナーシス社によって生産されている。サイクロンは薄い鉛箔電極がらせん状に巻かれた構造をしている。数多くのメーカーがこの技術に飛び付いて、従来型の平らな極板を持つ電池に実装した。1980年代中頃、イギリスの2つの企業、ChlorideとTungstoneが同時に、容量最大400 Ahで寿命が10年のAGM電池を発売した。同時期、Gatesが航空機用ならびに軍用電池を専門とするイギリス企業Varleyを買収した。Varleyはサイクロンの鉛箔技術を改良して並外れて高い出力を持つ平板電池を生産した。Varleyの電池は当時標準であったニッケル・カドミウム蓄電池を代替する初めての電池として、ジェット旅客機BAe 125およびBAe 146、戦闘機ハリアーおよびハリアーII、一部のF-16など様々な航空機に採用された。

## 基本原理

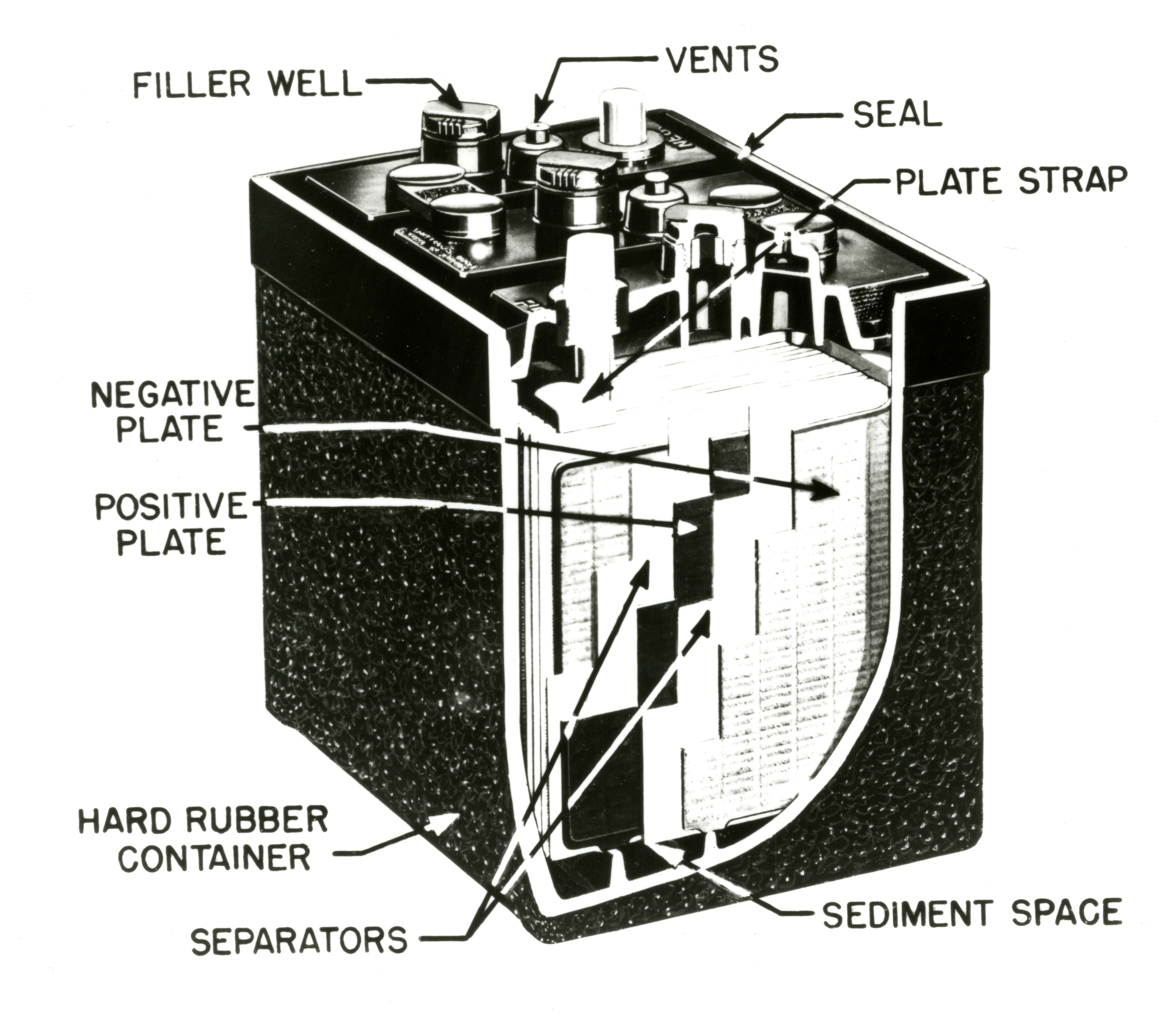
1953年の自動車用電池の切り欠き図

鉛蓄電池は、希硫酸からなる電解液の中に吊された電極として機能する2枚の鉛の板（鉛と二酸化鉛）から構成される。VRLA電池の化学的原理は同じであるが、電解液が動かないようにされているのが違いである。AGMでは電解液をガラス繊維マットに染み込ませることでこれが達成されている。ゲル電池では電解液にシリカやその他のゲル化剤を添加することによって電解液をペースト状のゲル形状としている。
電池が放電する時、鉛および二酸化鉛と硫酸が化学反応を起こして、硫酸鉛と水を生成する。電池が充電される時は、硫酸鉛と水が反応して鉛、二酸化鉛、硫酸に戻る。全ての形式の鉛蓄電池において、充電電流は電池のエネルギー吸収能力と合致するよう調整されなければならない。もし充電電流が大き過ぎると、意図されている硫酸鉛と水の二酸化鉛、鉛、および硫酸への変換（放電過程の逆反応）に加えて電気分解が起こり、水が水素と酸素に分解される。もし従来型の液式電池のようにこれらの気体が容器から抜け出すことができるとすると、時々水（または電解液）を補充する必要がある。対照的に、VRLA電池は内圧が安全なレベルにある限り、生成した気体を電池内部に保持する。正常な作動条件下では、充電時に正極での水の電気分解
{\displaystyle {\ce {2H2O -> O2 + 4H^+ + 4e^-}}}
によって生成した酸素は負極吸収反応
{\displaystyle {\ce {O2 + 2Pb -> 2PbO}}}
{\displaystyle {\ce {2PbO + 2H2SO4 -> 2PbSO4 + 2H2O}}}
{\displaystyle {\ce {2PbSO4 + 4e^- + 4H^+ -> 2Pb + 2H2SO4}}}
によって水に戻るため、水の損失と容器内圧の上昇が抑制される。しかしながら、圧力が安全限界を超過すると、安全弁が開き、過剰な気体（主に水素）を放出する。

## 構造
VRLA電池中の個々のセルには圧力解放弁がある。完全に密閉されていないが、メンテナンスフリーとなるように設計されている。通常の鉛蓄電池と異なり、どの向きにも配置することができる。通常の鉛蓄電池は、酸性電解液が溢れないように、そして極板の方向を垂直に保つように真っすぐに立てなければならない。VRLA電池では、極板が水平方向になるように置いて使うことができ、そのほうが寿命が延びる。

## 吸収ガラスマット (AGM)
AGM電池は、電解液がガラスマットに保持されているという点で液式鉛蓄電池と異なっている。非常に細いガラス繊維を編んでマットとし、セルに十分な量の電解液を保持するのに十分な表面積を確保する。ガラスマットを構成するガラス繊維は酸性電解液を吸収せず、電解液によって影響を受けない。
AGM電池中の電極板はどのような形状でもよい。平らなものもあれば、曲がっていたり、巻かれているものもある。ディープサイクル型と始動型のAGM電池はどちらもバッテリー・カウンシル・インターナショナル（BCI）電池コード仕様にしたがって直方体の容器に組み込まれる。
AGM電池は、幅広い温度領域内で従来型の電池よりも自己放電を起こしにくい。
鉛蓄電池と同様に、AGM電池の寿命を最大化するためには、メーカーの充電規定に従うことが重要である。

## ゲル電池

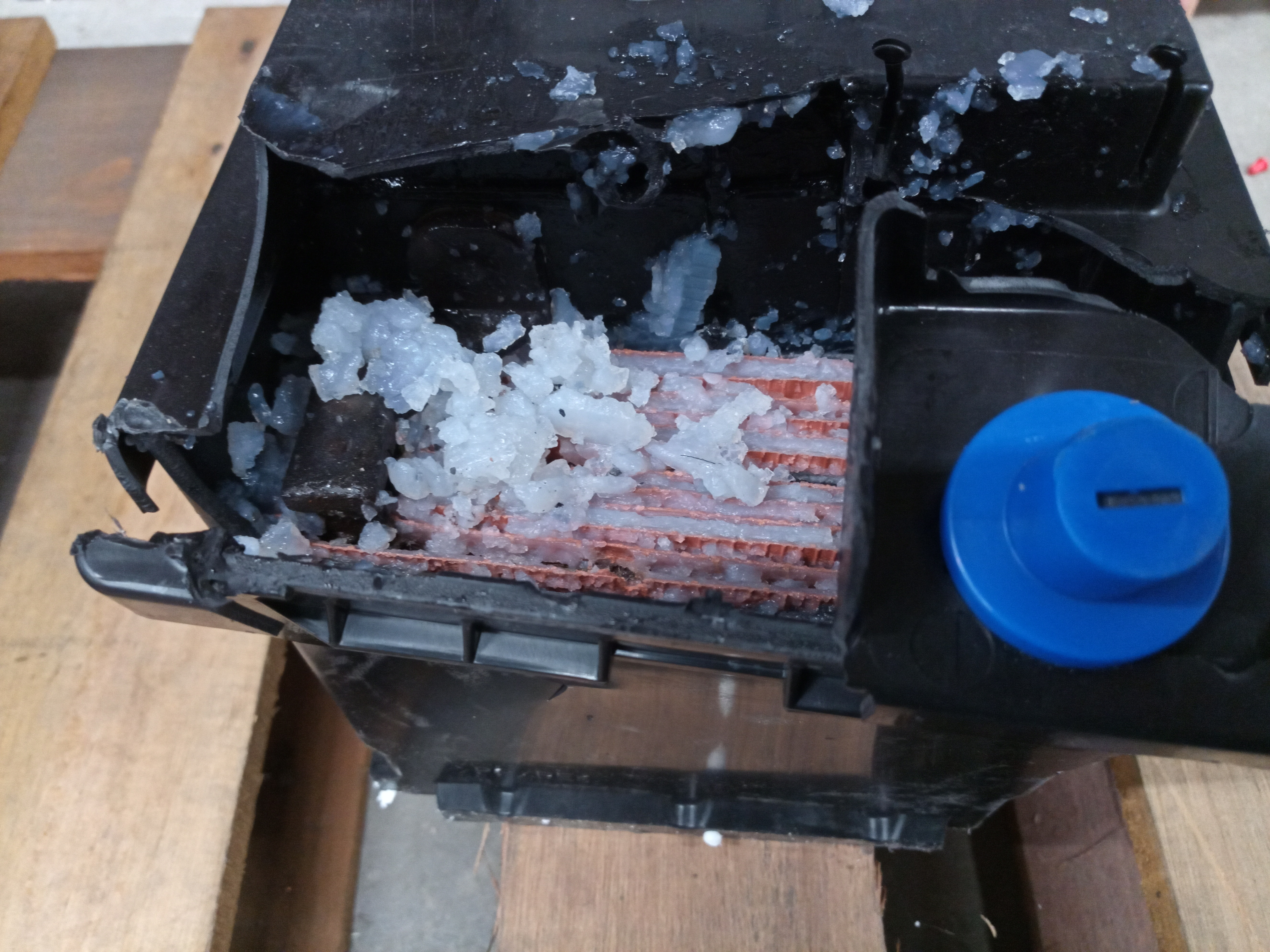
破壊されたゲル電池。電極板上にゲル化した電解液の白色の塊が見える。

元々、硫酸にシリカを添加したゲル電池の一種は1930年代初頭に持ち運び可能な真空管ラジオ用低電圧電源（2、4、または6 V）のために生産された。この時までには、ガラス製容器はセルロイド製に置き換えられ、1930年代末にはその他のプラスチック製となっていた。ガラス瓶に入った初期の「湿式」セルは、1927年から1931年か1932年には特殊な弁を使って、垂直方向から一方の水平方向に容器を傾けることが可能になった。 ゲル型セルは乱暴に取り扱っても、電解液が溢れにくくなっている。
現代的なゲル電池は、ゲル化電解液を持つVRLA電池である。硫酸をフュームドシリカと混合することによって、ゲル様の動かない塊となる。液式セル鉛蓄電池とは異なり、これらの電池は真っすぐに立てる必要がない。ゲル電池は電解液の蒸発や、液式セル電池で一般的な漏れ及び希硫酸での腐食問題が少なく、衝撃や振動に対して耐性が高い優位性がある。

## 応用
市販されている多くの現代的なオートバイと全地形対応車（ATV）はAGM電池を使用して、旋回中や、振動、あるいは事故の後に酸性電解液が溢れる確率を減らしている。また、取り付け方に自由度がある利点もある。より軽く、より小さなAGM電池は、オートバイの設計上の要請から水平/垂直でない半端な角度で搭載することもできる。液式鉛蓄電池と比較して高い製造経費のため、AGM電池は現在高級車で使用されている。車両はより重くなり、ナビゲーションシステムや横滑り防止装置などより多くの電子装置を装備するようになっており、車両重量を軽くするためや液式鉛蓄電池と比べて優れた電気的信頼性を得るためにAGM電池が採用される。
2007年3月以降のBMW・5シリーズはAGM電池を採用し、回生ブレーキを使った制動エネルギーの回収装置や車が減速中にオルタネータが電池を切り換えるためのコンピュータ制御を併せて、燃費向上を図っている。自動車競技で使われる車両は振動に対して強いAGM電池を使用することがある。
補機バッテリーをトランク下の制限された空間に搭載するハイブリッド電気自動車は、ガスの発生が少ないAGM電池を使用する。
ディープサイクルAGM電池もオフグリッド太陽光発電および風力発電設備でエネルギー貯蔵バンクとして一般的に使われている。
AGM電池は北極の氷監視ステーションといった遠隔センサー用として常に選択される。AGM電池は、寒い環境においても破損したり電解液が壊れたりしない。
VRLA電池は電動車椅子において広範に使用されている。これは、ガスや酸の発生が極めて低く、屋内での使用で液式電池よりもはるかに安全なためである。VRLA電池は停電の際のバックアップ電源として無停電電源装置（UPS）でも使われている。
VRLA電池はグライダーにおける標準電源でもある。これは、様々な飛行高度や比較的大きな大気温度に対して耐久性があるためである。しかしながら、充電管理は様々な温度に適合させなければならない。
VRLA電池は米国の原子力潜水艦で使われている。
AGMおよびゲル型セル電池は海洋レジャーでも使われており、AGMの方がより一般的に使用される。AGMディープサイクルマリン電池は数多くのメーカーから販売されている。

## 推薦文献

### 本および論文
- Valve-Regulated Lead-Acid Batteries. Edited by Patrick T. Moseley, Jurgen Garche, C.D. Parker, D.A.J. Rand. p202
- Vinal, G.W. (1955 Jan 01) Storage batteries. A general treatise on the physics and chemistry of secondary batteries and their engineering applications. Energy Citations Database (ECD) : Document #7308501
- John McGavack. The Absorption of Sulfur Dioxide by the Gel of Silicic Acid. Eschenbach Print. Company, 1920.

### 特許
- アメリカ合衆国特許第 417,392号 – Treatment Of Porous Pots For Electric Batteries. Erhard Ludwig Mayer and Henry Liepmann
- アメリカ合衆国特許第 3,271,199号 – Solid Acid Storage Battery Electrolyte. Alexander Koenig et al.
- アメリカ合衆国特許第 4,134,192号 – Composite battery plate grid
- アメリカ合衆国特許第 4,238,557号 – Lead acid battery plate with starch coated glass fibers
- アメリカ合衆国特許第 4,414,302号 – Method of making a lead storage battery and lead storage battery made according to this method. Otto Jache's and Heinz Schroeder